# Audofleda
Audofleda a fost o prințesă francă, devenită regină a ostrogoților.
Audofleda era fiică a regelui franc Childeric I cu soția sa, principesa Basina, originară din Thuringia. Astfel, ea a fost sora regelui Clovis I al francilor.
Ea s-a căsătorit în jurul anului 493 (data exactă nu este cunoscută) cu Theodoric cel Mare, regele ostrogoților (471-526). Theodoric a trimis o ambasadă la Clovis pentru a solicita căsătoria. Această manevră politică l-a făcut pe Theodoric aliat al francilor, iar prin căsătoriile fiicelor sale cu regii burgunzilor, vandalilor și vizigoților, el a intrat în alianță cu toate regatele "barbare" majore din Occident.
Theodoric și Audofleda au avut o fiică, Amalasuntha, care se va căsători cu nobilul got Eutharic.
Audofleda fusese păgână până înainte de căsătorie, fiind botezată după aceasta de către un episcop arian.